# Pascale Labbé
Pour les articles homonymes, voir Labbé.
Pascale Labbé, née en 1957, est une vocaliste, chanteuse et compositrice française.

## Biographie

### Carrière
Elle crée en 1984 l'association Nûba puis en 1990 le label Nûba avec Jean Morières avec lequel un forme un duo.

## Discographie
- La Grande Bleue, Label Nûba
- Ping-Pong avec Jean Morières, Keyvan Chemirani, Label Nûba, 1990
- Wakan avec Jean Morières (sax baryton, flûtes, compositions), Keyvan Chemirani (zarb), Pierre Diaz (st, ss), Tony Pervenchon (guitare), Label Nûba, 1993
- Si Loin Si Proche avec Jean Morières, Jean Morières (flûte bambou, sax ténor), Dominique Regef (vielle à roue), Jean-Pierre Julian (perc), Guillaume Orti (saxophone alto), Bruno Meillier (fl), Olivier Marotin (perc), Lionel Garcin (sax baryton), Sophie Agnel (piano), Label Nûba, 1996
- ICIS, les Instants Chavirés, toute la musique in Situ avec Guillaume Orti, Sophie Agnel, Noël Akchoté, Pierre Bernard, Gilles Coronado, Marc Ducret, Norbert Lucarain, Thierry Madiot, Paul Rogers, Gilbert Roggi, 1996
- La Mécanique de l'Aurore, de Jean Tricot, avec Hélène Ferrand, Bertille de Swarte, Isabelle Specht; label L'Empreinte Digitale, 1996
- François Cotinaud fait son Raymond Queneau, avec l'ensemble Text'up, Label Musivi 2003
- Les Lèvres Nues, Label Nûba
- Rimbaud et son double, (œuvre collective, coffret de 2 CD + 1 DVD), avec François Cotinaud, Pierre Charpy, Mathilde Morières, Sylvain Lemêtre, François Choiselat, Jérôme Lefebvre, Olivier Guichard, Label Musivi 2006
- zûm, Nûba
- Un Bon Snob Nu, Pascale Labbé et Jean Morières, Label Signature (Radio-France)
- Ensemble LUXUS[2] (Pascale Labbé, François Cotinaud, Jérôme Lefebvre) L'Orphée de Rilke, Label Musivi 2016 (Musea)